# يب أوينز
يب أوينز (بالإنجليزية: Yip Owens) هو لاعب كرة قاعدة أمريكي، ولد في 26 يناير 1886 في تورونتو في كندا، وتوفي في 2 يوليو 1958 في منيابولس في الولايات المتحدة.

## وصلات خارجية
- يب أوينز على موقعبيزبول رفرنس.كوم (الدوري الرئيسي) (الإنجليزية)
- يب أوينز على موقعبيزبول رفرنس.كوم (الدوري الثانوي) (الإنجليزية)